# دولت موقت سوریه
دولت موقت سوریه (SIG) (به عربی: حكومة السورية المؤقتة)، یک دولت جایگزین در سوریه بود که توسط گروه مخالف بزرگ‌تری با عنوان ائتلاف ملی سوریه تشکیل شد. دولت موقت، برخی از مناطق کشور را کنترل می‌کرد و مقر آن در شهر اعزاز در استان حلب سوریه قرار داشت.

## تصمیمات
دولت موقت سوریه که از چندین جریان اپوزیسیون سوریه تشکیل شده بود. در اوایل ژوئن ۲۰۲۰ توافق‌نامه‌ای را با دولت ترکیه منعقد کرد که بر اساس آن واحد پول کشور ترکیه، لیره ترک به جای لیره سوریه در منطقهٔ شمال غربی سوریه جایگزین شود. این توافق به‌ویژه در رابطه با منطقهٔ عفرین که به دنبال حملهٔ ترکیه به اشغال درآمده است اجرا می‌شود.

## فهرست رئیس‌ها
| شماره | نگاره | نام (تولد–مرگ)            | آغاز کار       | پایان کار      | حزب سیاسی        | حزب سیاسی        | یادداشت                            |
| ----- | ----- | ------------------------- | -------------- | -------------- | ---------------- | ---------------- | ---------------------------------- |
| ۱     |       | معاذ خطیب (۱۹۶۰–)         | ۱۱ نوامبر ۲۰۱۲ | ۲۲ آوریل ۲۰۱۳  | سیاستمدار مستقل  | سیاستمدار مستقل  | —                                  |
| —     |       | جرج صبرا (۱۹۴۷–)          | ۲۲ آوریل ۲۰۱۳  | ۶ ژوئیه ۲۰۱۳   | شورای ملی سوریه  | شورای ملی سوریه  | رئیس‌جمهور موقت.                    |
| ۲     |       | احمدالعاصی الجربا (۱۹۶۹–) | ۶ ژوئیه ۲۰۱۳   | ۹ ژوئیه ۲۰۱۴   | شورای ملی سوریه  | شورای ملی سوریه  | در ۵ ژانویه ۲۰۱۴ دوباره انتخاب شد. |
| ۳     |       | هادی البحره (۱۹۵۹–)       | ۹ ژوئیه ۲۰۱۴   | ۴ ژانویه ۲۰۱۵  | سیاستمدار مستقل  | سیاستمدار مستقل  | —                                  |
| ۴     |       | خالد خوجه (۱۹۶۵–)         | ۴ ژانویه ۲۰۱۵  | ۵ مارس ۲۰۱۶    | سیاستمدار مستقل  | سیاستمدار مستقل  | در ۳ اوت ۲۰۱۵ دوباره انتخاب شد.    |
| ۵     |       | انس العبده (۱۹۶۷–)        | ۵ مارس ۲۰۱۶    | ۶ مه ۲۰۱۷      | سیاستمدار مستقل  | سیاستمدار مستقل  |                                    |
| ۶     |       | ریاض سیف                  | ۶ مه ۲۰۱۷      | ۹ مارس ۲۰۱۸    | سیاستمدار مستقل  | سیاستمدار مستقل  |                                    |
| ۷     |       | عبدالرحمن مصطفی           | ۹ مارس ۲۰۱۸    | ۲۹ ژوئن ۲۰۱۹   | مجلس ترکمن سوریه | مجلس ترکمن سوریه |                                    |
| ۸     |       | انس العبده (۱۹۶۷–)        | ۲۹ ژوئن ۲۰۱۹   | ۳۱ ژانویه ۲۰۲۵ | شورای ملی سوریه  | شورای ملی سوریه  | —                                  |

## فهرست نخست‌وزیرها
| شماره | نگاره | نام                       | آغاز کار        | پایان کار       | حزب سیاسی       | حزب سیاسی       | یادداشت                                        |
| ----- | ----- | ------------------------- | --------------- | --------------- | --------------- | --------------- | ---------------------------------------------- |
| —     |       | غسان هیتو "نخست‌وزیر موقت" | ۱۸ مارس ۲۰۱۳    | ۱۴ سپتامبر ۲۰۱۳ | سیاستمدار مستقل | سیاستمدار مستقل | در تشکیل کابینه شکست خورد؛ resigned on 8 July. |
| ۱     |       | احمد طعمه                 | ۱۴ سپتامبر ۲۰۱۳ | ۲۲ ژوئیه ۲۰۱۴   | سیاستمدار مستقل | سیاستمدار مستقل | —                                              |
| (۱)   |       | احمد طعمه                 | ۱۴ اکتبر ۲۰۱۴   | ۱۷ مه ۲۰۱۶      | سیاستمدار مستقل | سیاستمدار مستقل | دور دوم.                                       |
| ۲     |       | جواد ابوحطب               | ۱۷ مه ۲۰۱۶      | ۱۰ مارس ۲۰۱۹    | سیاستمدار مستقل | سیاستمدار مستقل | —                                              |
| ۳     |       | عبدالرحمن مصطفی           | ۳۰ ژوئن ۲۰۱۹    | ۳۱ ژانویه ۲۰۲۵  | شورای ملی سوریه | شورای ملی سوریه | —                                              |

## فهرست وزیران
| متصدی            | مسئولیت            | از             | تا             |
| ---------------- | ------------------ | -------------- | -------------- |
| اکرم طعمه        | معاون نخست‌وزیر     | ۱۲ ژوئیه ۲۰۱۶  | ۳۰ ژانویه ۲۰۲۵ |
| سلیم ادریس       | وزیر دفاع          | ۱ سپتامبر ۲۰۱۹ | ۳۰ ژانویه ۲۰۲۵ |
| جواد ابوحطب      | وزیر کشور          | ۱۲ ژوئیه ۲۰۱۶  | ۳۰ ژانویه ۲۰۲۵ |
| عبدالمنعم الحلبی | وزیر دارایی        | ۱۲ ژوئیه ۲۰۱۶  | ۳۰ ژانویه ۲۰۲۵ |
| محمد فراس الجندی | وزیر بهداشت        | ۱۲ ژوئیه ۲۰۱۶  | ۳۰ ژانویه ۲۰۲۵ |
| عبدالعزیز الدوغم | وزیر آموزش عالی    | ۱۲ ژوئیه ۲۰۱۶  | ۳۰ ژانویه ۲۰۲۵ |
| عماد البرق       | وزیر آموزش         | ۱۲ ژوئیه ۲۰۱۶  | ۳۰ ژانویه ۲۰۲۵ |
| یعقوب العمار     | وزیر اداره‌های محلی | ۱۲ ژوئیه ۲۰۱۶  | ۳۰ ژانویه ۲۰۲۵ |
| جمال کلاش        | وزیر کشاورزی       | ۱۲ ژوئیه ۲۰۱۶  | ۳۰ ژانویه ۲۰۲۵ |
| عبدالله رزوق     | وزیر خدمات         | ۱۲ ژوئیه ۲۰۱۶  | ۳۰ ژانویه ۲۰۲۵ |

## شهرها
این فهرست برخی از بزرگ‌ترین شهرها و شهرک‌های تحت فرمان دولت موقت سوریه را در بر می‌گیرد.